# Aloe cannellii
Aloe cannellii é uma espécie de liliopsida do gênero Aloe, pertencente à família Asphodelaceae.